# Saint-Martin-le-Beau
Saint-Martin-le-Beau ist eine französische Gemeinde mit 3.193 Einwohnern (Stand: 1. Januar 2022) im Département Indre-et-Loire in der Region Centre-Val de Loire; sie gehört zum Arrondissement Loches und zum Kanton Bléré. Die Einwohner werden Saint-Martinois und Saint-Martinoises genannt.

## Geografie
Saint-Martin-le-Beau liegt in der historischen Provinz Touraine (auch Jardin de la France genannt), am Flüsschen Filet und nahe dem parallel verlaufenden Fluss Cher, der die Gemeinde im Süden begrenzt, etwa 20 Kilometer östlich von Tours. Umgeben wird Saint-Martin-le-Beau von den Nachbargemeinden Lussault-sur-Loire im Norden, Amboise im Nordosten, Dierre im Osten und Südosten, Athée-sur-Cher im Süden, Azay-sur-Cher im Westen und Südwesten sowie Montlouis-sur-Loire im Nordwesten.

## Bevölkerungsentwicklung
| Jahr      | 1962 | 1968 | 1975 | 1982 | 1990 | 1999 | 2006 | 2018 |
| Einwohner | 1106 | 1220 | 1403 | 2051 | 2427 | 2481 | 2606 | 3169 |

## Sehenswürdigkeiten
- Pfarrkirche Saint-Martin, seit 1926 als Monument historique eingeschrieben
- Herrenhaus des Thomas Boyer aus dem 16. Jahrhundert, seit 1926 als Monument historique eingeschrieben

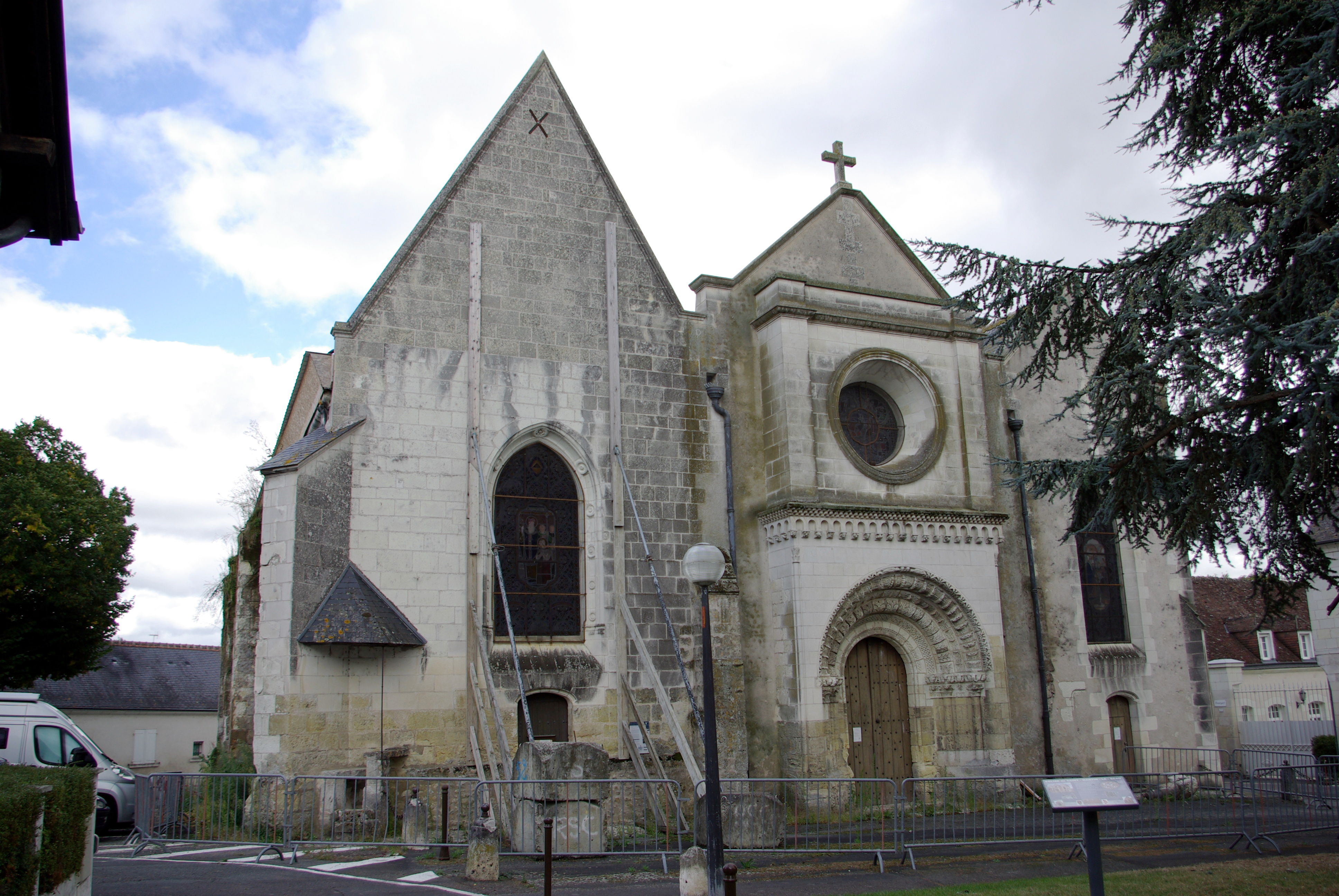
Pfarrkirche Saint-Martin
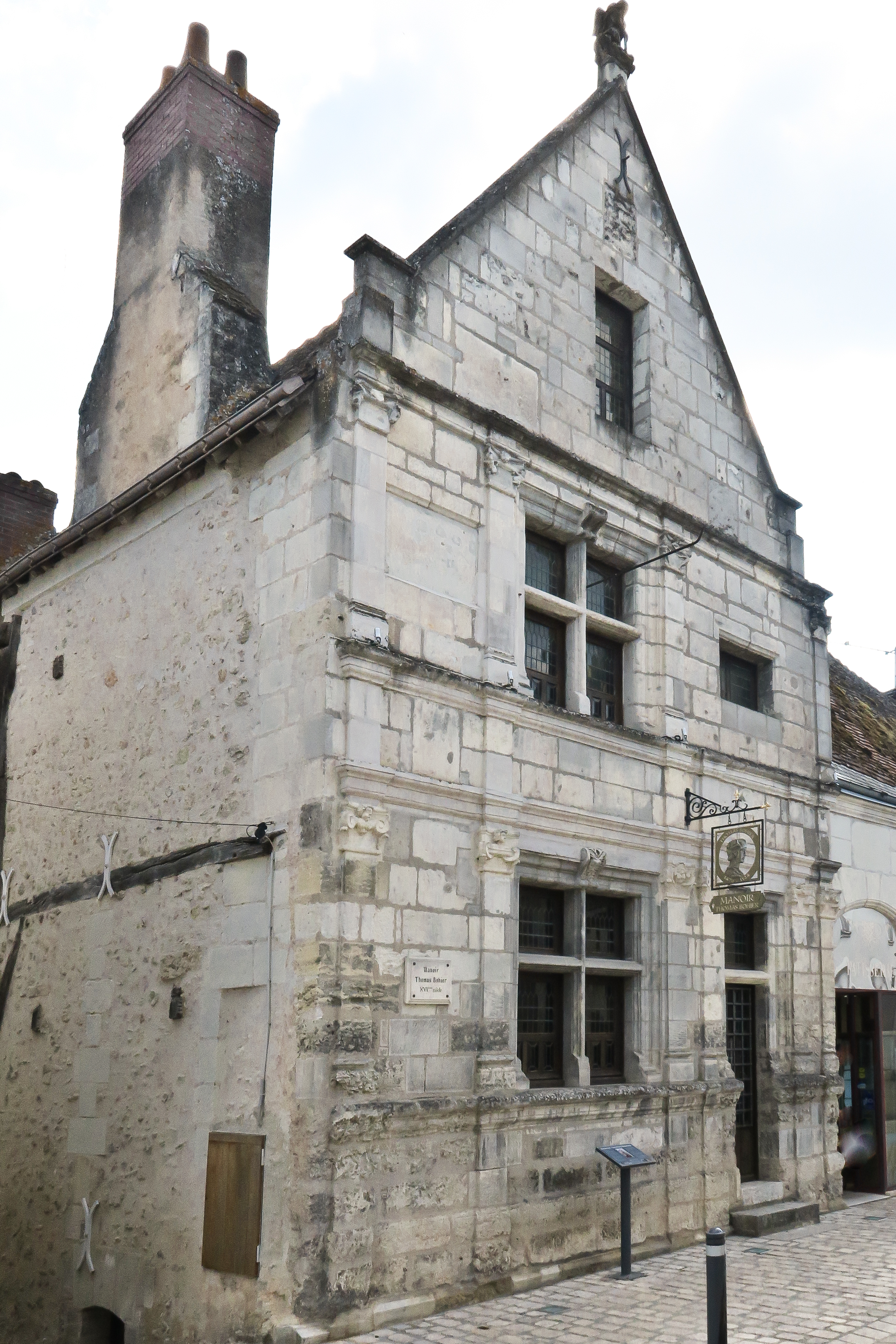
Herrenhaus des Thomas Boyer
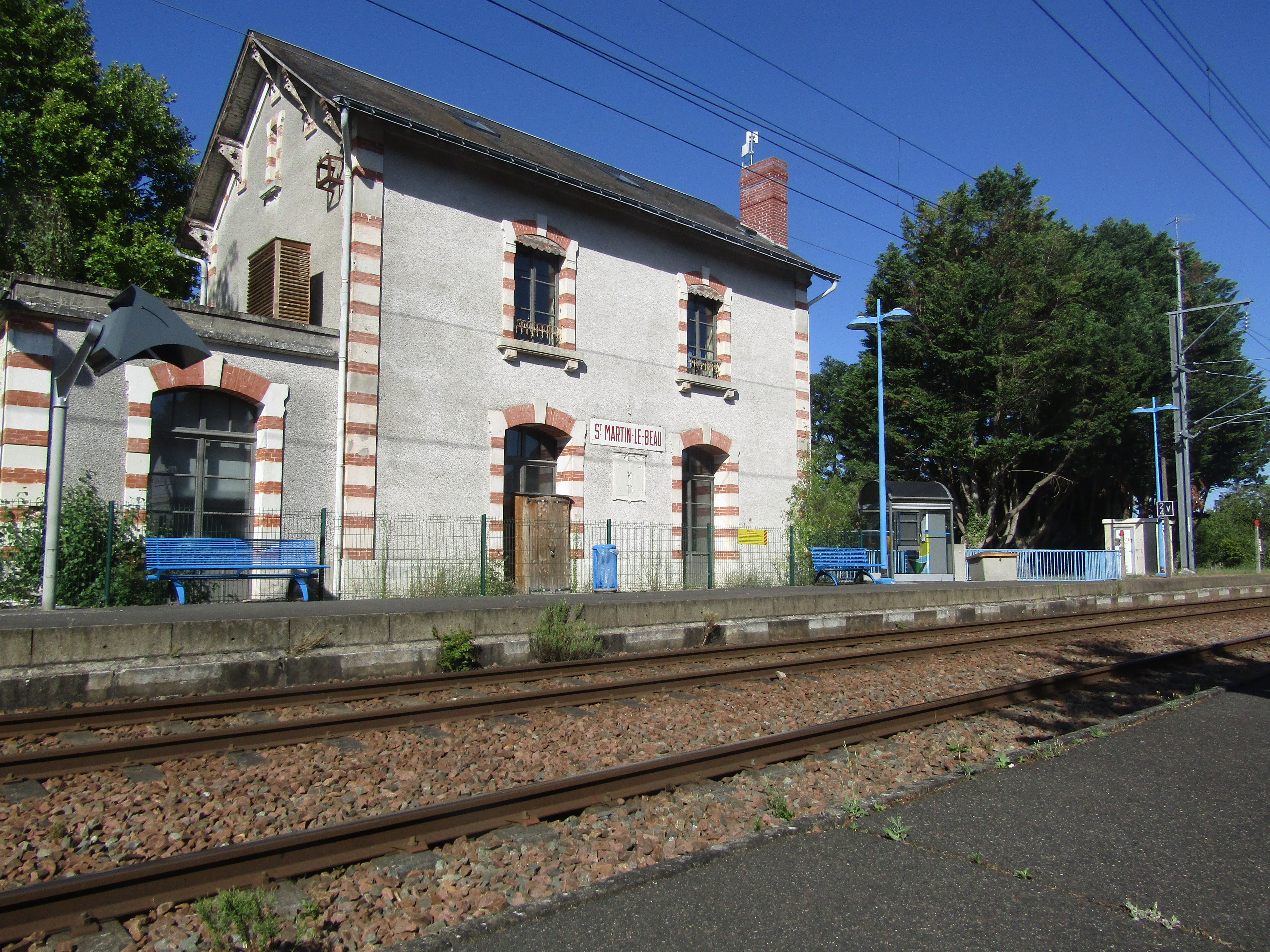
Bahnstation Saint-Martin-le-Beau

## Persönlichkeiten
- Josep Tarradellas (1899–1988), Politiker, lebte hier im Exil